# La Route joyeuse
Pour plus de détails, voir Fiche technique et Distribution.
La Route joyeuse (The Happy Road) est un film de Gene Kelly réalisé en 1956 et sorti en 1957.

## Synopsis
Un père américain et une mère française sont attirés l'un vers l'autre lorsqu'ils partent à la recherche de leurs enfants respectifs qui, pour gagner Paris, se sont sauvés de leur pensionnat en Suisse.

## Fiche technique
- Titre original : The Happy Road
- Réalisation : Gene Kelly, assisté d'Alain Boudet
- Scénario : Arthur Julian
- Auteur adaptation : Harry Kurnitz, Joseph Morham
- Photographie : Robert Juillard
- Pays de production :  États-Unis,  France
- Année de tournage : 1956
- Date de sortie: 1957
- Musique : Georges Van Parys
- Durée : 95 minutes

## Distribution
- Gene Kelly : Mike Andrews
- Barbara Laage : Suzanne Duval
- Michael Redgrave : le général Medworth
- Bobby Clark : Danny Andrews
- Brigitte Fossey : Jeanine Duval
- Roger Tréville : le docteur Solaise
- Colette Deréal : Hélène
- Jess Hahn : Morgan, le militaire geôlier
- Maryse Martin : Mme Follière
- Roger Saget : Michael Verbier
- Van Doude : un motard
- Claire Gérard : la patronne de l'hôtel à Valval
- Colin Mann : Armbruster, l'assistant de Medworth
- Alexandre Rignault : le bûcheron
- Jacques Dufilho : Michel Bertrand
- Jacques Moulières : un enfant
- Paul Mercey : un policier
- Jean-Pierre Cassel : le jeune amoureux à la guinguette
- Paul Préboist : l'ouvrier avec la planche
- Patrick Maurin (connu sous le nom de Patrick Dewaere) : un enfant
- Marcel Pérès : le gérant du garage
- Charles Bouillaud : le chauffeur du camion accidenté
- Jimmy Urbain : un enfant
- Paul Faivre : l'ouvrier à la statue
- Yves-Marie Maurin : un enfant
- Dominique Maurin : un enfant
- Claude Ferna : Mme Verbier mère
- T. Bartlett : David, le comte de Boardingham
- Jean-Jacques Lecot : Follière
- Georges Demas : un coureur cycliste
- Christian Brocard : l'ouvrier à la statue
- Emile Genevois : le chef de gare
- Corrado Guarducci : Ottorino Cippolata
- René Hell : un gendarme
- Jimmy Perrys : l'ouvrier qui se lave les mains
- Harry Locke : Emerson, l'ordonnance de Medworth
- Dorothy Dandridge
- François Nadal